# Кабу – Гуамаре – Печем
Кабу – Гуамаре – Печем (Nordestão/Gasfor) — трубопроводи, створені для поставки газу із родовищ басейну Потігуар до ряду прибережних штатів на північному сході Бразилії. Станом на 2010 рік вони утворили найбільш північну частину газотранспортної системи, що простягнулась на кілька тисяч кілометрів уздовж узбережжя країни від району Порту-Алегрі.
Першим магістральним газопроводом для транспортування ресурсу, видобутого у басейні Потігуар, став збудований в 1986 році Nordestão довжиною 424 км та діаметром 300 мм. Він з'єднав Гуамаре у штаті Ріу-Гранді-ду-Норті, де розташували берегову установку підготовки офшорного родовища Убарана, із Кабу на околиці столиці штату Пернамбуку міста Ресіфі.
В 1999-му до установки Гуамаре підключили нове офшорне родовище Пескада та спорудили газогін на північний захід до штату Сеара. Новий трубопровід отримав найменування Gasfor та складався з двох ділянок: від Гуамаре до Аракаті (довжина 213 км, діаметр 300 мм) та від Аракаті до Печем (довжина 171 км при дещо меншому діаметрі у 250 мм). Потужність трубопроводу становила до 0,95 млрд.м3 на рік, а головними споживачами стали споруджені з розрахунку на постачання природного газу ТЕС Termoceara (2002), ТЕС Termofortaleza (2003), а з 2016-го також новий металургійний завод в порту Печем.
Крім того, в 2008-му в Ріу-Гранді-ду-Норті ввели в експлуатацію ТЕС Termoaçu, яка отримує природний газ через спеціально прокладену від Gasfor перемичку Gasmel довжиною 32 км та діаметром 350 мм.
Починаючи з 2000-го Nordestão також може отримувати ресурс з півдня, через виведений до Кабу газогін Gasalp. А у 2009-му для покриття дефіциту в Печемі запустили термінал для імпорту ЗПГ, з'єднаний із Gasfor перемичкою довжиною 22 км.